# Sulettaria polycarpa
Sulettaria polycarpa là một loài thực vật có hoa trong họ Gừng.

## Lịch sử phân loại
Loài này được Karl Moritz Schumann mô tả khoa học đầu tiên năm 1899 với mẫu vật Beccari 3729 dưới danh pháp Alpinia polycarpa. Năm 1985, Rosemary Margaret Smith chuyển nó sang chi Amomum với danh pháp tương ứng là Amomum polycarpum. Tuy nhiên danh pháp của Smith là không hợp lệ (nomen illegitimum) do nó đã được chính Karl Moritz Schumann sử dụng từ năm 1904 với mẫu vật Sarasin 410 để chỉ một loài khác, nay là Etlingera polycarpa (K.Schum.) A.D.Poulsen, 2003.
Muộn hơn, khi tạo ra các tổ hợp mới cho chi Etlingera, Smith (1986) nhận thấy rằng Amomum polycarpum K.Schum., 1904 đã được chuyển sang Geanthus như là Geanthus polycarpus (K.Schum.) Loes., 1930 nhưng vị trí cấp chi của Geanthus cũng như một vài loài trong nó không thể đánh giá do thiếu vật liệu mẫu. Năm 1998, Sakai và Nagamasu nghiên cứu chi tiết Amomum polycarpum (K.Schum.) R.M.Sm., 1985 ở Borneo và nhận thấy nó khác biệt rõ ràng với loài ở Sulawesi (A. polycarpum K.Schum., 1904). Chẳng hạn, loài ở Borneo có quả nhỏ hình cầu, trong khi loài ở Sulawesi có quả có gai và phẳng đỉnh. Vì thế cần có tên gọi mới cho loài ở Borneo.
Năm 2001, Mark Fleming Newman đã tạo ra tổ hợp tên gọi mới cho loài ở Borneo là Amomum dimorphum, do nó có hai loại hoa là hoa lưỡng tính và hoa đực trên cùng một cây.
Năm 2018, A. D. Poulsen và M. F. Newman chuyển nó sang chi Sulettaria và do Amomum polycarpum K.Schum., 1904 từ năm 2003 đã được xác định chính xác là Etlingera polycarpa (K.Schum.) A.D.Poulsen, 2003 nên danh pháp chính thức của Amomum dimorphum sau khi chuyển sang chi Sulettaria là Sulettaria polycarpa.

## Phân bố
Loài này có tại Borneo (Sarawak).